# Twardzioszkowate

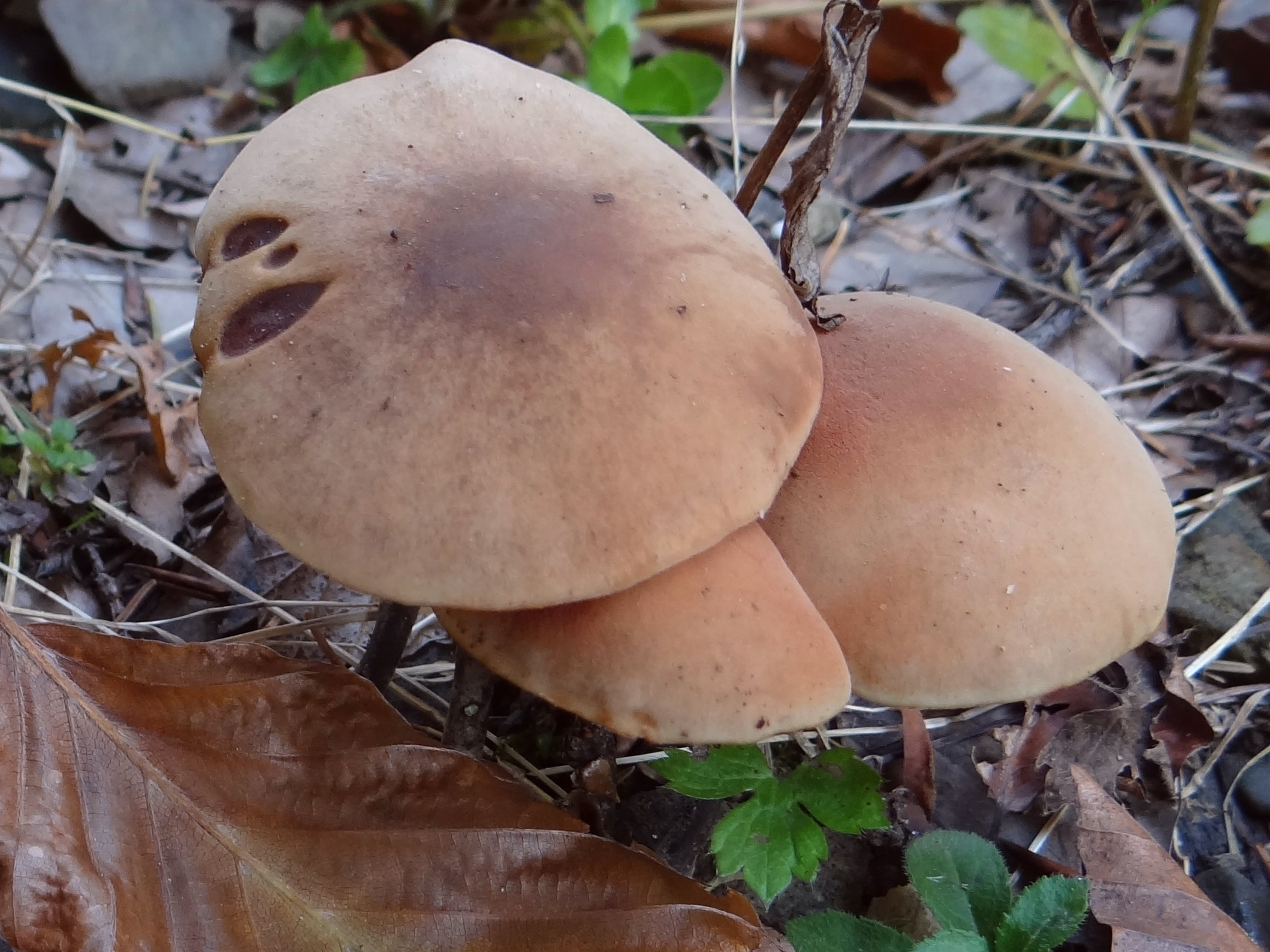
Mięsichówka ogórkowonna (Macrocystidia cucumis)

Twardzioszkowate (Marasmiaceae Roze ex Kühner) – rodzina grzybów znajdująca się w rzędzie pieczarkowców.

## Systematyka
Pozycja w klasyfikacji według Index Fungorum: Marasmiaceae, Agaricales, Agaricomycetidae, Agaricomycetes, Agaricomycotina, Basidiomycota, Fungi.
Rodzinę utworzyli Roze i Kühner w 1980 r. Według Indeks Fungorum bazującego na Dictionary of the Fungi należą do niej rodzaje:

- Amyloflagellula Singer 1966
- Brunneocorticium Sheng H. Wu 2007
- Calathella D.A. Reid 1964
- Calyptella Quél. 1886 – misecznica
- Campanella Henn. 1895
- Chaetocalathus Singer 1943
- Crinipellis Pat. 1889 – rzęsostopek
- Hymenogloea Pat. 1900
- Marasmius Fr. 1836 – twardzioszek
- Moniliophthora H.C. Evans, Stalpers, Samson & Benny 1978
- Neocampanella Nakasone, Hibbett & Goranova 2009
- Poromarasmius Binder et al. 2006
- Stipitocyphella G. Kost 1998
- Tetrapyrgos E. Horak 1987

Polskie nazwy na podstawie pracy Władysława Wojewody z 2003 r.